# Monade (gnosticisme)
Pour les articles homonymes, voir monade.
 (février 2024).
La mise en forme du texte ne suit pas les recommandations de Wikipédia : il faut le « wikifier ».
Les points d'amélioration suivants sont les cas les plus fréquents. Le détail des points à revoir est peut-être précisé sur la page de discussion.
- Les titres sont pré-formatés par le logiciel. Ils ne sont ni en capitales, ni en gras.
- Le texte ne doit pas être écrit en capitales (les noms de famille non plus), ni en gras, ni en italique, ni en « petit »…
- Le gras n'est utilisé que pour surligner le titre de l'article dans l'introduction, une seule fois.
- L'italique est rarement utilisé : mots en langue étrangère, titres d'œuvres, noms de bateaux, etc.
- Les citations ne sont pas en italique mais en corps de texte normal. Elles sont entourées par des guillemets français : « et ».
- Les listes à puces sont à éviter, des paragraphes rédigés étant largement préférés. Les tableaux sont à réserver à la présentation de données structurées (résultats, etc.).
- Les appels de note de bas de page (petits chiffres en exposant, introduits par l'outil «  Source ») sont à placer entre la fin de phrase et le point final[comme ça].
- Les liens internes (vers d'autres articles de Wikipédia) sont à choisir avec parcimonie. Créez des liens vers des articles approfondissant le sujet. Les termes génériques sans rapport avec le sujet sont à éviter, ainsi que les répétitions de liens vers un même terme.
- Les liens externes sont à placer uniquement dans une section « Liens externes », à la fin de l'article. Ces liens sont à choisir avec parcimonie suivant les règles définies. Si un lien sert de source à l'article, son insertion dans le texte est à faire par les notes de bas de page.
- La présentation des références doit suivre les conventions bibliographiques. Il est recommandé d'utiliser les modèles {{Ouvrage}}, {{Chapitre}}, {{Article}}, {{Lien web}} et/ou {{Bibliographie}}. Le mode d'édition visuel peut mettre en forme automatiquement les références.
- Insérer une infobox (cadre d'informations à droite) n'est pas obligatoire pour parachever la mise en page.

Pour une aide détaillée, merci de consulter Aide:Wikification.
Si vous pensez que ces points ont été résolus, vous pouvez retirer ce bandeau et améliorer la mise en forme d'un autre article.
La monade dans le gnosticisme est une adaptation des concepts de la monade dans la philosophie grecque aux systèmes de croyance gnostiques chrétiens.

## Aperçu
Le terme monade vient du nom féminin grec monas ( nominatif singulier, μονάς), « une unité », où la terminaison –s de la forme nominative se résout en la terminaison –d de la déclinaison.
Dans certains systèmes gnostiques, l'Être Suprême est connu sous le nom de Monade, l'Un, l'Absolu, Aiōn Teleos (l'Éon Parfait, αἰών τέλεος), Bythos (Profondeur ou Profondeur, Βυθός), Proarchē (Avant le commencement, προαρχή), Hē Archē (Le Commencement, ἡ ἀρχή), le Parent Ineffable et/ou le Père primordial.
D'éminents gnostiques chrétiens comme Valentin enseignaient que la Monade est la source élevée du Plérôme, la région de lumière constituant « la plénitude de la Divinité ». Grâce à un processus d'émanation, diverses entités et royaumes divins émergent de l'Un. Disposés hiérarchiquement, ils se dégradent progressivement en raison de leur éloignement du Père. Les différentes émanations de l'Un, au nombre de trente (ou 365, selon Basilide ), sont appelées Éons. Parmi eux existent Jésus (qui réside près du Père) et l'émanation la plus basse, Sophia (la sagesse), dont la chute entraîne la création du monde matériel.
Selon le livre de Théodoret sur les hérésies (Haereticarum Fabularum Compendium i.18), le chrétien arabe Monoimus (vers 150-210) a utilisé le terme Monade pour désigner le dieu le plus élevé qui a créé des dieux inférieurs, ou des éléments (similaires aux Éons). Dans certaines versions du gnosticisme chrétien, en particulier celles dérivées de Valentin, une divinité moindre connue sous le nom de Démiurge (voir aussi néoplatonisme, Plotin) a joué un rôle dans la création du monde matériel séparé de la Monade. Dans ces formes de gnosticisme, le Dieu de l'Ancien Testament, YHWH, est souvent considéré comme ayant été le Démiurge, et non la Monade, ou parfois différents passages sont interprétés comme faisant référence à chacun.
Apocryphe de Jean, écrit en 180 après J-C, donne la description suivante :

« La Monade est une monarchie et il n'existe rien de au dessus de celle-ci. Il s'agit de lui qui existe en tant que Dieu et Père de tout, l'Un invisible qui est au dessus de tout, qui est incorruptible, qui est dans la lumière pure qu'aucun œil ne peut regarder. "Elle est l'Esprit invisible, de laquelle il est incorrect de penser qu'elle est une divinité, ou quelque chose de similaire. Car elle est plus qu'un dieu, vu qu'il n'y a rien au dessus d'elle, car personne ne règne sur elle. Car elle n'existe pas à l'intérieur de quelque chose inférieur à elle, vu que tout existe en elle. Car c'est elle qui s'installe d'elle-même. Elle est éternelle, vu qu'elle n'a besoin de rien. Car elle est d'une perfection totale. »

## Contexte historique
Selon Hippolyte de Rome, cette vision a été inspirée par les Pythagoriciens, pour qui la première chose existante était la Monade, qui a engendré la dyade, qui a engendré les nombres, qui a engendré le point, engendré les lignes, etc. Les philosophes pythagoriciens et platoniciens comme Plotin et Porphyre ont condamné la « gnose » qui caractérisera plus tard les systèmes gnostiques pour leur traitement de la monade ou de l'Un (voir Néoplatonisme et Gnosticisme ).
Pendant longtemps, la légende persiste selon laquelle un jeune homme du nom d' Épiphane, décédé à l'âge de 17 ans, était le chef du gnosticisme monadique. Cependant, les érudits pensent que la légende peut provenir d'une mauvaise compréhension du mot grec epiphanēs qui peut avoir été confondu avec un nom personnel dans le texte, alors qu'en fait le grec signifie distingué, comme dans un professeur distingué. 